# NHL 1936./37.
NHL-sezona 1936./37. je bila dvadeseta sezona NHL-a. 8 momčadi, podijeljeni na dvije skupine, odigrali su 48 utakmica. Pobjednik Stanleyjeva kupa je bila momčad Detroit Red Wingsa, koja je u finalnoj seriji pobijedila New York Rangerse s 3:2.
34 godišnji Howie Morenz vrača se u Montreal Canadiense i igra opet na visokoj razini. Nakon teške nesreće, u dvoboju s igračem Chicaga Earl Seibert, udari u ogradu i slomi se četiri kosti. Nažalost mu se stanje pogoršalo. U bolnici je kolabirao i šest tjedana kasnije preminuo od embolije. Cijeli Montreal tugovao je za njihovom velikom zvijezdom, položili su ga na odar u Montrealovom Forumu, gdje je došlo 40.000 ljudi da mu daju zadnju počast.  Na sprovod, koji je išao kroz Montrealske ulice, došlo je čak 200.000 ljudi.
Veliki broj igrača, poput Kinga Clancya i Georgea Hainswortha,   završavali si karijeru.  U Bostonu se isticala takozvana „Kraut Line“ s Miltom Schmidtom, Bobbyjem Bauerom i Woodyjem Dumartom.
U Chicagu pokušavalo se u zadnjim utakmicama igrati isključivo s amerikancima, ali sa samo jednom pobjedom u devet utakmica vidjelo se da ne ide bez kanađana. 

## Regularna sezona

### Ljestvice
Kratice: P = Pobjede, Po. = Porazi, N = Neriješeno, G= Golovi, PG = Primljeni Golovi, B = Bodovi
| Kanadska divizija   | P  | Po. | N | G   | PG  | B  |
| ------------------- | -- | --- | - | --- | --- | -- |
| Montreal Canadiens  | 24 | 18  | 6 | 115 | 111 | 54 |
| Montreal Maroons    | 22 | 17  | 9 | 126 | 110 | 53 |
| Toronto Maple Leafs | 22 | 21  | 5 | 119 | 115 | 49 |
| New York Americans  | 15 | 29  | 4 | 122 | 161 | 34 |

| Američka divizija  | P  | Po. | N | G   | PG  | B  |
| ------------------ | -- | --- | - | --- | --- | -- |
| Detroit Red Wings  | 25 | 14  | 9 | 128 | 102 | 59 |
| Boston Bruins      | 23 | 18  | 7 | 120 | 110 | 53 |
| New York Rangers   | 19 | 20  | 9 | 117 | 106 | 47 |
| Chicago Blackhawks | 14 | 27  | 7 | 99  | 131 | 35 |

### Najbolji strijelci
Kratice: Ut. = Utakmice, G = Golovi, A = Asistencije, B = Bodovi
| Igrač            | Momčad              | Ut. | G  | A  | B  |
| ---------------- | ------------------- | --- | -- | -- | -- |
| Sweeney Schriner | NY Americans        | 48  | 21 | 25 | 46 |
| Syl Apps         | Toronto             | 48  | 16 | 29 | 45 |
| Marty Barry      | Detroit             | 48  | 17 | 27 | 44 |
| Larry Aurie      | Detroit             | 45  | 23 | 20 | 43 |
| Busher Jackson   | Toronto             | 46  | 21 | 19 | 40 |
| Johnny Gagnon    | Montreal            | 48  | 20 | 16 | 36 |
| Bob Gracie       | Mtl. Maroons        | 47  | 11 | 25 | 36 |
| Nels Stewart     | Boston/NY Americans | 43  | 23 | 12 | 35 |
| Paul Thompson    | Chicago             | 47  | 17 | 18 | 35 |
| Bill Cowley      | Boston              | 46  | 13 | 22 | 35 |

## Doigravanje za Stanleyjev kup
Sve utakmice odigrane su 1937. godine.

### Prvi krug
| Detroit Red Wings vs. Montreal Canadiens                                    | Detroit Red Wings vs. Montreal Canadiens | Detroit Red Wings vs. Montreal Canadiens | Detroit Red Wings vs. Montreal Canadiens | Detroit Red Wings vs. Montreal Canadiens | Detroit Red Wings vs. Montreal Canadiens | Detroit Red Wings vs. Montreal Canadiens |
| Datum                                                                       | Gostujuća momčad                         | Gostujuća momčad                         | Domaćin                                  | Domaćin                                  | Bilješka                                 |                                          |
| --------------------------------------------------------------------------- | ---------------------------------------- | ---------------------------------------- | ---------------------------------------- | ---------------------------------------- | ---------------------------------------- | ---------------------------------------- |
| 23. ožujka                                                                  | Mtl. Canadiens                           | 0                                        | 4                                        | Detroit                                  |                                          |                                          |
| 25. ožujka                                                                  | Mtl. Canadiens                           | 1                                        | 5                                        | Detroit                                  |                                          |                                          |
| 27. ožujka                                                                  | Detroit                                  | 1                                        | 3                                        | Mtl. Canadiens                           |                                          |                                          |
| 30. ožujka                                                                  | Detroit                                  | 1                                        | 3                                        | Mtl. Canadiens                           |                                          |                                          |
| 1. travnja                                                                  | Detroit                                  | 2                                        | 1                                        | Mtl. Canadiens                           | 3OT°                                     |                                          |
| Detroit pobjeđuje seriju s 3:2 i kvalificira se za finale Stanleyevog Cupa. |                                          |                                          |                                          |                                          |                                          |                                          |

| Montreal Maroons vs. Boston Bruins                                     | Montreal Maroons vs. Boston Bruins | Montreal Maroons vs. Boston Bruins | Montreal Maroons vs. Boston Bruins | Montreal Maroons vs. Boston Bruins | Montreal Maroons vs. Boston Bruins |
| Datum                                                                  | Gostujuća momčad                   | Gostujuća momčad                   | Domaćin                            | Domaćin                            |                                    |
| ---------------------------------------------------------------------- | ---------------------------------- | ---------------------------------- | ---------------------------------- | ---------------------------------- | ---------------------------------- |
| 23. ožujka                                                             | Boston                             | 1                                  | 4                                  | Mtl. Maroons                       |                                    |
| 25. ožujka                                                             | Mtl. Maroons                       | 0                                  | 4                                  | Boston                             |                                    |
| 28. ožujka                                                             | Mtl. Maroons                       | 4                                  | 1                                  | Boston                             |                                    |
| Mtl. Maroonsi pobjeđuju seriju s 2:1 i kvalificiraju se za drugi krug. |                                    |                                    |                                    |                                    |                                    |

| Toronto Maple Leafs vs. New York Rangers                             | Toronto Maple Leafs vs. New York Rangers | Toronto Maple Leafs vs. New York Rangers | Toronto Maple Leafs vs. New York Rangers | Toronto Maple Leafs vs. New York Rangers | Toronto Maple Leafs vs. New York Rangers |
| Datum                                                                | Gostujuća momčad                         | Gostujuća momčad                         | Domaćin                                  | Domaćin                                  |                                          |
| -------------------------------------------------------------------- | ---------------------------------------- | ---------------------------------------- | ---------------------------------------- | ---------------------------------------- | ---------------------------------------- |
| 23. ožujka                                                           | NY Rangers                               | 3                                        | 0                                        | Toronto                                  |                                          |
| 25. ožujka                                                           | Toronto                                  | 1                                        | 2                                        | NY Rangers                               |                                          |
| NY Rangersi pobjeđuju seriju s 2:0 i kvalificiraju se za drugi krug. |                                          |                                          |                                          |                                          |                                          |

### Drugi krug
| New York Rangers vs. Montreal Maroons                                             | New York Rangers vs. Montreal Maroons | New York Rangers vs. Montreal Maroons | New York Rangers vs. Montreal Maroons | New York Rangers vs. Montreal Maroons | New York Rangers vs. Montreal Maroons |
| Datum                                                                             | Gostujuća momčad                      | Gostujuća momčad                      | Domaćin                               | Domaćin                               |                                       |
| --------------------------------------------------------------------------------- | ------------------------------------- | ------------------------------------- | ------------------------------------- | ------------------------------------- | ------------------------------------- |
| 1. travnja                                                                        | Mtl. Maroons                          | 0                                     | 1                                     | NY Rangers                            |                                       |
| 3. travnja                                                                        | NY Rangers                            | 4                                     | 0                                     | Mtl. Maroons                          |                                       |
| NY Rangersi pobjeđuju seriju s 2:0 i kvalificiraju se za finale Stanleyevog Cupa. |                                       |                                       |                                       |                                       |                                       |

### Finale Stanleyevog Cupa
| New York Rangers vs. Detroit Red Wings           | New York Rangers vs. Detroit Red Wings | New York Rangers vs. Detroit Red Wings | New York Rangers vs. Detroit Red Wings | New York Rangers vs. Detroit Red Wings | New York Rangers vs. Detroit Red Wings |
| Datum                                            | Gostujuća momčad                       | Gostujuća momčad                       | Domaćin                                | Domaćin                                |                                        |
| ------------------------------------------------ | -------------------------------------- | -------------------------------------- | -------------------------------------- | -------------------------------------- | -------------------------------------- |
| 6. travnja                                       | Detroit                                | 1                                      | 5                                      | NY Rangers                             |                                        |
| 8. travnja                                       | NY Rangers                             | 2                                      | 4                                      | Detroit                                |                                        |
| 11. travnja                                      | NY Rangers                             | 1                                      | 0                                      | Detroit                                |                                        |
| 13. travnja                                      | NY Rangers                             | 0                                      | 1                                      | Detroit                                |                                        |
| 15. travnja                                      | NY Rangers                             | 0                                      | 3                                      | Detroit                                |                                        |
| Detroit pobjeđuje s 3:2 i osvaja Stanleyjev kup. |                                        |                                        |                                        |                                        |                                        |

° OT = Produžeci 

### Najbolji strijelac doigravanja
Kratice: Ut. = Utakmice, G = Golovi, A = Asistencije, B = Bodovi
| Igrač       | Momčad  | Ut. | G | A | B  |
| ----------- | ------- | --- | - | - | -- |
| Marty Barry | Detroit | 10  | 4 | 7 | 11 |

## Nagrade NHL-a
| O'Brien Trophy:            | Montreal Canadiens               |
| Prince of Wales Trophy:    | Detroit Red Wings                |
| Calder Memorial Trophy:    | Syl Apps, Toronto Maple Leafs    |
| Hart Memorial Trophy:      | Babe Siebert, Montreal Canadiens |
| Lady Byng Memorial Trophy: | Marty Barry, Detroit Red Wings   |
| Vezina Trophy:             | Normie Smith, Detroit Red Wings  |

### All Stars momčad
| Prva momčad                         | Pozicija        | Druga momčad                         |
| ----------------------------------- | --------------- | ------------------------------------ |
| Normie Smith, Detroit Red Wings     | vratar          | Wilf Cude, Montreal Canadiens        |
| Babe Siebert, Montreal Canadiens    | obrambeni igrač | Earl Seibert, Chicago Black Hawks    |
| Ebbie Goodfellow, Detroit Red Wings | obrambeni igrač | Lionel Conacher, Montreal Maroons    |
| Marty Barry, Detroit Red Wings      | centar          | Art Chapman, New York Americans      |
| Larry Aurie, Detroit Red Wings      | desni napadač   | Cecil Dillon, New York Rangers       |
| Busher Jackson, Toronto Maple Leafs | lijevi napadač  | Sweeney Schriner, New York Americans |
| Jack Adams, Detroit Red Wings       | trener          | Cecil Hart, Montreal Canadiens       |

## Vanjske poveznice
- Hacx.de: Sve ljestvice NHL-a  Arhivirana inačica izvorne stranice od 24. siječnja 2008. (Wayback Machine)